# سان ميغيل كوربوريشن
سان ميغيل كوربوريشن (بالإنجليزية: San Miguel Corporation) هي شركة فلبينية متعددة الجنسيات. وهي أكبر شركة في الفلبين من حيث الإيرادات، مع أكثر من 24 000 موظف في أكثر من 100 منشأة رئيسية في جميع أنحاء منطقة آسيا والمحيط الهادئ.
يعتبر منتجها الرائد، San Miguel Beer ، واحدًا من أكبر أنواع البيرة بيعًا. تمتد عمليات التصنيع الخاصة بـ SMC إلى خارج أسواقها المحلية إلى هونج كونج والصين وإندونيسيا وفيتنام وتايلاند وماليزيا وأستراليا ؛ ويتم تصدير منتجاتها إلى 60 سوقًا حول العالم.
منذ عام 2008 ، غامر SMC خارج نطاق أعماله الأساسية، حيث شارك في الوقود والزيوت (شركة بترون) ، وتوليد الطاقة والبنية التحتية. شاركت لفترة قصيرة في الخطوط الجوية الفلبينية من أبريل 2012 إلى سبتمبر 2014.